# If Tomorrow Comes
If Tomorrow Comes is een driedelige Amerikaanse miniserie uit 1986, gebaseerd op de gelijknamige roman van Sidney Sheldon en geregisseerd door Jerry London. De serie gaat over een vrouw die het vak van meesterdief leert.
In de hoofdrol spelen Madelon Smith, Tom Berenger, Richard kiley en David Keith. De serie werd in eerste instantie uitgezonden door CBS. De laatste aflevering speelt zich deels in Amsterdam af.